# Double Blind (ER)
Double Blind is de twaalfde aflevering van het vijfde seizoen van de televisieserie ER, die voor het eerst werd uitgezonden op 21 januari 1999.

## Verhaal
Dr. Ross brengt een dubbelblind pijnmedicatie onderzoek  in gevaar als hij bewust pijnmedicatie aan de zoon van Joi geeft. Dr. Greene en dr. Weaver ontdekken dit en besluiten om dit niet tegen dr. Anspaugh te vertellen om zo het onderzoek niet in gevaar te brengen.
Dr. Greene besluit om zijn sollicitatie bij de NASA terug te trekken. Dr. Greene komt op voor ambulancemedewerker Pickman, zij liet een gewonde man aan zijn lot over. 
Dr. Doyle wil een aanklacht indienen tegen dr. Romano voor seksuele intimidatie. Dr. Weaver vraagt aan dr. Corday of zij dr. Doyle hierin kan en wil steunen. Terwijl dr. Corday hierover nadenkt vraagt dr. Romano of zij weer voor hem wil werken met een beurs en of zij hem wil assisteren in een operatie. 
Lucy Knight begint met haar stage bij chirurgie onder dr. Benton en dr. Corday. Zij krijgt meteen een patiënt die beweert 120 jaar oud te zijn. 
Hathaway is niet gelukkig met de werkwijze van verpleegster Evans. Zij belegt regelmatig een praatgroep met alleen Afro-Amerikaanse vrouwen, Hathaway wil dit openstellen voor iedereen.

## Rolverdeling

### Hoofdrollen
- Anthony Edwards - Dr. Mark Greene
- George Clooney - Dr. Doug Ross
- Noah Wyle - Dr. John Carter
- Eriq La Salle - Dr. Peter Benton
- Laura Innes - Dr. Kerry Weaver
- Alex Kingston - Dr. Elizabeth Corday
- Jorja Fox -Dr. Maggie Doyle
- Paul McCrane - Dr. Robert Romano
- Carl Lumbly - Dr. Graham Baker
- John Aylward - Dr. Donald Anspaugh
- Gloria Reuben - Jeanie Boulet
- Kellie Martin - Lucy Knight
- Julianna Margulies - verpleegster Carol Hathaway
- Penny Johnson - verpleegster Lynette Evans
- Conni Marie Brazelton - verpleegster Connie Oligario
- Deezer D - verpleger Malik McGrath
- Laura Cerón - verpleegster Chuny Marquez
- Emily Wagner - ambulancemedewerker Doris Pickman
- Abraham Benrubi - Jerry Markovic
- Demetrius Navarro - Morales

### Gastrollen (selectie)
- Bill Henderson - Charley Barnes
- Cress Williams - politieagent Reggie Moore
- William Bumiller -  NASA spreker
- Terri Hanauer - Mrs. Haggerty
- Dick Miller - Mr. Ackerman
- Alec Plummer - Aaron Rosen
- Ron Fassler - vader van Aaron Rosen
- Elizabeth Barondes - Heather
- Valerie Mahaffey - Joi Abbott
- Kyle Chambers - Ricky Abbott